# Burkes goudoogboszanger
Burkes goudoogboszanger (Phylloscopus burkii synoniem: Seicercus burkii) is een zangvogel uit de familie Phylloscopidae.

## Verspreiding en leefgebied
Deze soort komt voor in de Himalaya  en overwintert in Noord-India.